# Richard Froelich
Richard Froelich född 5 juni 1965 i Quincy, Illinois, är en amerikansk skådespelare. Han medverkat i flera svenska/engelska produktioner som till exempel Rancid eller Den Tredje Vågen.

## Filmografi (urval)
- 2003 - Den tredje vågen
- 2004 - Rancid
- 2005 - Stingers
- 2006 - Year One
- 2008 - Död vid ankomst